# Alves dos Reis (série de televisão)
Alves dos Reis (também conhecido pelo título: Alves dos Reis, um seu criado) é uma série de televisão, inspirada na vida do burlão Alves dos Reis. Estreou na RTP a 12 de janeiro de 2001 e terminou a 26 de agosto de 2001.

## Ficha técnica
- Realização: António Moura Mattos e Edison Braga
- Autoria: Francisco Moita Flores
- Produção executiva: Antinomia
- Direcção de produção: Gerardo Fernandes
- Figurinos: Marina Vian
- Diálogos: Mentes de Contacto
- Música e direcção musical: Luís Pedro Fonseca
- Direcção de fotografia: Denise Domingos

## Elenco
- Rui Luís Brás - Artur Alves dos Reis
- Sofia Duarte Silva-Luísa
- Gonçalo Waddington - Arnaldo Ferreira
- Paulo Pinto - José Bandeira
- Henrique Viana - Crispim
- Carmen Santos - Beatriz
- Rui Mendes - Lourenço
- João D' Ávila - Chefe Moreira
- Sofia Sá da Bandeira - Ana
- Philippe Leroux - Octávio
- Anabela Teixeira - Ludovina
- Armando Cortez - Carlos Reis
- Manuela Maria - Maria Alves
- Noémia Costa - Marinela
- Fernando Martins - João Alves dos Reis
- Filomena Gonçalves - Sibila
- Luís Aleluia - Juvenal
- Anna Carvalho - Amiga do Octávio
- António Montez - Inocêncio

## Sinopse
É em torno da personagem de Artur Alves dos Reis que se desenvolve esta série de 50 episódios, inspirada nos mais importantes acontecimentos da sua vida. 

## Curiosidades
- Depois deste crime de burla, Alves dos Reis tornou-se uma figura do Guiness Book.
- Ludovina, a personagem que sofria de tuberculose, existiu apenas nesta série.
- A série tem sido repetida em vários canais da RTP. Em 2004, na RTP1, depois disso, foi emitida na RTP2 e mais tarde também na RTP Memória.
- Foi filmada em Lisboa e em Moura, terra natal do argumentista Francisco Moita Flores.